# Suzanne Schulting
Suzanne Schulting, född 25 september 1997, är en nederländsk skridskoåkare som tävlar i short track och hastighetsåkning på skridskor. Hon blev olympisk guldmedaljör på 1 000 meter vid OS i Pyeongchang i Sydkorea. Vid samma mästerskap vann hon även brons tillsammans med det nederländska laget på 3 000 meter stafett.